# Marc Gené
Marc Gené Guerrero (ur. 29 marca 1974 w Sabadell) – hiszpański kierowca wyścigowy. Od 2005 roku jest kierowcą testowym zespołu Ferrari w Formule 1.

## Życiorys

### Początki kariery
W 1987 r. startował w Kartingowych Mistrzostwach Katalonii (2 miejsce). W 1988 r. wygrał Kartingowe Mistrzostwa Hiszpanii. W 1991 r. startował w Kartingowych Mistrzostwach Świata (13 miejsce). W 1998 r. został mistrzem serii wyścigów World Series by Nissan.

### Formuła 1

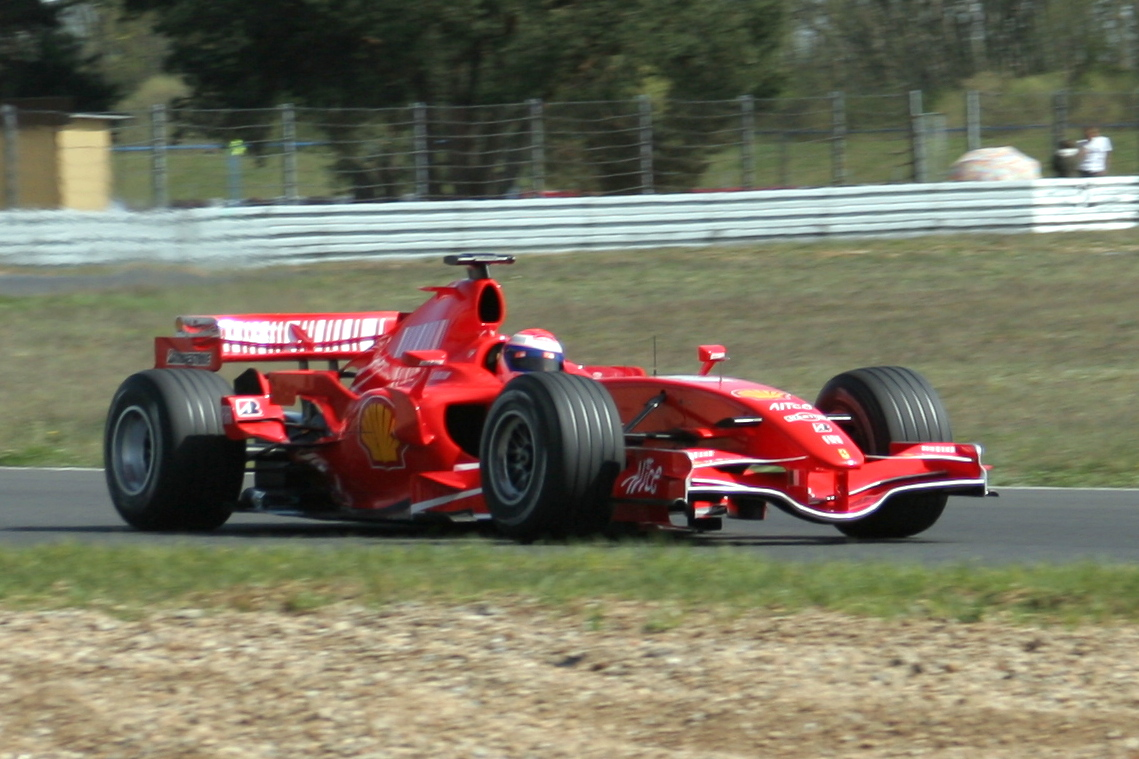
Gené testujący dla Ferrari

W 1999 r. zadebiutował w zespole Minardi, wtedy też zdobył swój pierwszy punkt podczas GP Europy. Pracę w Minardi zakończył w 2000 r., przechodząc do stajni Franka Williamsa jako kierowca testowy. W roku 2003 i 2004 zastępował kontuzjowanego Ralfa Schumachera. Od sezonu 2005 pełni w zespole Ferrari rolę kierowcy testowego.
Obecnie startuje w cyklu wyścigów samochodowych Le Mans Series w kategorii LMP (protypy) na samochodzie Peugeot 908 HDI FAP zdobywając punkty dla zespołu Peugeot-Total (w ostatnim wyścigu sezonu w São Paulo na Torze Interlagos [Brazylia] zajął wraz z partnerem 1. miejsce). W pierwszym sezonie startów ww. serii uczestnicząc w 6 wyścigach zdobył łącznie (razem ze swoim partnerem Nicolasem Minassianem) 33 punkty, zajmując w generalnej klasyfikacji sezonu 3. miejsce. Do 2. miejsca (które zdobył Jean-Christophe Boullion, Team Pescaloro) zabrakło im 3,5 punktu, a do 1. miejsca (wywalczone przez Pedro Lamy’ego i Stephana Sarrazin, Team Peugeot-Total) 7 punktów. W przyszłym sezonie nadal będzie startował w zespole Peugeot-Total i liczy na tytuł mistrzowski w klasyfikacji kierowców oraz obronienie tytułu Mistrzów Świata dla swojego zespołu, który w tym sezonie był niepokonany wygrywając wszystkie wyścigi sezonu.

## Wyniki

### Formuła 1
| Rok  | Zespół                       | Samochód      | Silnik                           | Wyniki w poszczególnych eliminacjach | Wyniki w poszczególnych eliminacjach | Wyniki w poszczególnych eliminacjach | Wyniki w poszczególnych eliminacjach | Wyniki w poszczególnych eliminacjach | Wyniki w poszczególnych eliminacjach | Wyniki w poszczególnych eliminacjach | Wyniki w poszczególnych eliminacjach | Wyniki w poszczególnych eliminacjach | Wyniki w poszczególnych eliminacjach | Wyniki w poszczególnych eliminacjach | Wyniki w poszczególnych eliminacjach | Wyniki w poszczególnych eliminacjach | Wyniki w poszczególnych eliminacjach | Wyniki w poszczególnych eliminacjach | Wyniki w poszczególnych eliminacjach | Wyniki w poszczególnych eliminacjach | Wyniki w poszczególnych eliminacjach | Pkt. | Msc. |
| ---- | ---------------------------- | ------------- | -------------------------------- | ------------------------------------ | ------------------------------------ | ------------------------------------ | ------------------------------------ | ------------------------------------ | ------------------------------------ | ------------------------------------ | ------------------------------------ | ------------------------------------ | ------------------------------------ | ------------------------------------ | ------------------------------------ | ------------------------------------ | ------------------------------------ | ------------------------------------ | ------------------------------------ | ------------------------------------ | ------------------------------------ | ---- | ---- |
| 1999 |                              |               |                                  | Australia                            | Brazylia                             | San Marino                           | Monako                               | Hiszpania                            | Kanada                               | Francja                              | Wielka Brytania                      | Austria                              | Niemcy                               | Węgry                                | Belgia                               | Włochy                               | Unia Europejska                      | Stany Zjednoczone                    | Japonia                              |                                      |                                      | 1    | 17   |
| 1999 | Fondmetal Minardi Team       | Minardi M01   | Ford (VJM1/VJM2) Zetec-R 3.0 V10 | NU                                   | 9                                    | 9                                    | NU                                   | NU                                   | 8                                    | NU                                   | 15                                   | 11                                   | 9                                    | 17                                   | 16                                   | NU                                   | 6                                    | 9                                    | NU                                   |                                      |                                      | 1    | 17   |
| 2000 |                              |               |                                  | Australia                            | Brazylia                             | San Marino                           | Wielka Brytania                      | Hiszpania                            | Unia Europejska                      | Monako                               | Kanada                               | Francja                              | Austria                              | Niemcy                               | Węgry                                | Belgia                               | Włochy                               | Stany Zjednoczone                    | Japonia                              | Malezja                              |                                      | 0    | 19   |
| 2000 | Telefonica Minardi Fondmetal | Minardi M02   | Fondmetal 3.0 V10                | 8                                    | NU                                   | NU                                   | 14                                   | 14                                   | NU                                   | NU                                   | 16                                   | 15                                   | 8                                    | NU                                   | 15                                   | 14                                   | 9                                    | 12                                   | NU                                   | NU                                   |                                      | 0    | 19   |
| 2003 |                              |               |                                  | Australia                            | Malezja                              | Brazylia                             | San Marino                           | Hiszpania                            | Austria                              | Monako                               | Kanada                               | Unia Europejska                      | Wielka Brytania                      | Francja                              | Niemcy                               | Węgry                                | Belgia                               | Włochy                               | Stany Zjednoczone                    |                                      |                                      | 4    | 17   |
| 2003 | BMW.Williams F1 Team         | Williams FW25 | BMW P83 3.0 V10                  | –                                    | –                                    | –                                    | –                                    | –                                    | –                                    | –                                    | –                                    | –                                    | –                                    | –                                    | –                                    | –                                    | 5                                    | –                                    | –                                    |                                      |                                      | 4    | 17   |
| 2004 |                              |               |                                  | Australia                            | Malezja                              | Bahrajn                              | San Marino                           | Hiszpania                            | Monako                               | Unia Europejska                      | Kanada                               | Stany Zjednoczone                    | Francja                              | Wielka Brytania                      | Niemcy                               | Węgry                                | Belgia                               | Włochy                               |                                      | Japonia                              | Brazylia                             | 0    | 23   |
| 2004 | BMW.Williams F1 Team         | Williams FW26 | BMW P84 3.0 V10                  | –                                    | –                                    | –                                    | –                                    | –                                    | –                                    | –                                    | –                                    | –                                    | 10                                   | 12                                   | –                                    | –                                    | –                                    | –                                    | –                                    | –                                    | –                                    | 0    | 23   |

### Podsumowanie
| Sezon | Zespół   | 1                | 2                | 3                | Miejsce          |
| ----- | -------- | ---------------- | ---------------- | ---------------- | ---------------- |
| 1999  | Minardi  | –                | –                | –                | 18 miejsce       |
| 2000  | Minardi  | –                | –                | –                | 19 miejsce       |
| 2001  | Williams | kierowca testowy | kierowca testowy | kierowca testowy | kierowca testowy |
| 2002  | Williams | kierowca testowy | kierowca testowy | kierowca testowy | kierowca testowy |
| 2003  | Williams | –                | –                | –                | 17 miejsce       |
| 2004  | Williams | –                | –                | –                | 23 miejsce       |
| 2005  | Ferrari  | kierowca testowy | kierowca testowy | kierowca testowy | kierowca testowy |
| 2006  | Ferrari  | kierowca testowy | kierowca testowy | kierowca testowy | kierowca testowy |
| 2007  | Ferrari  | kierowca testowy | kierowca testowy | kierowca testowy | kierowca testowy |
| 2008  | Ferrari  | kierowca testowy | kierowca testowy | kierowca testowy | kierowca testowy |
| 2009  | Ferrari  | kierowca testowy | kierowca testowy | kierowca testowy | kierowca testowy |
| 2010  | Ferrari  | kierowca testowy | kierowca testowy | kierowca testowy | kierowca testowy |